# Heinrich von Kohlrausch

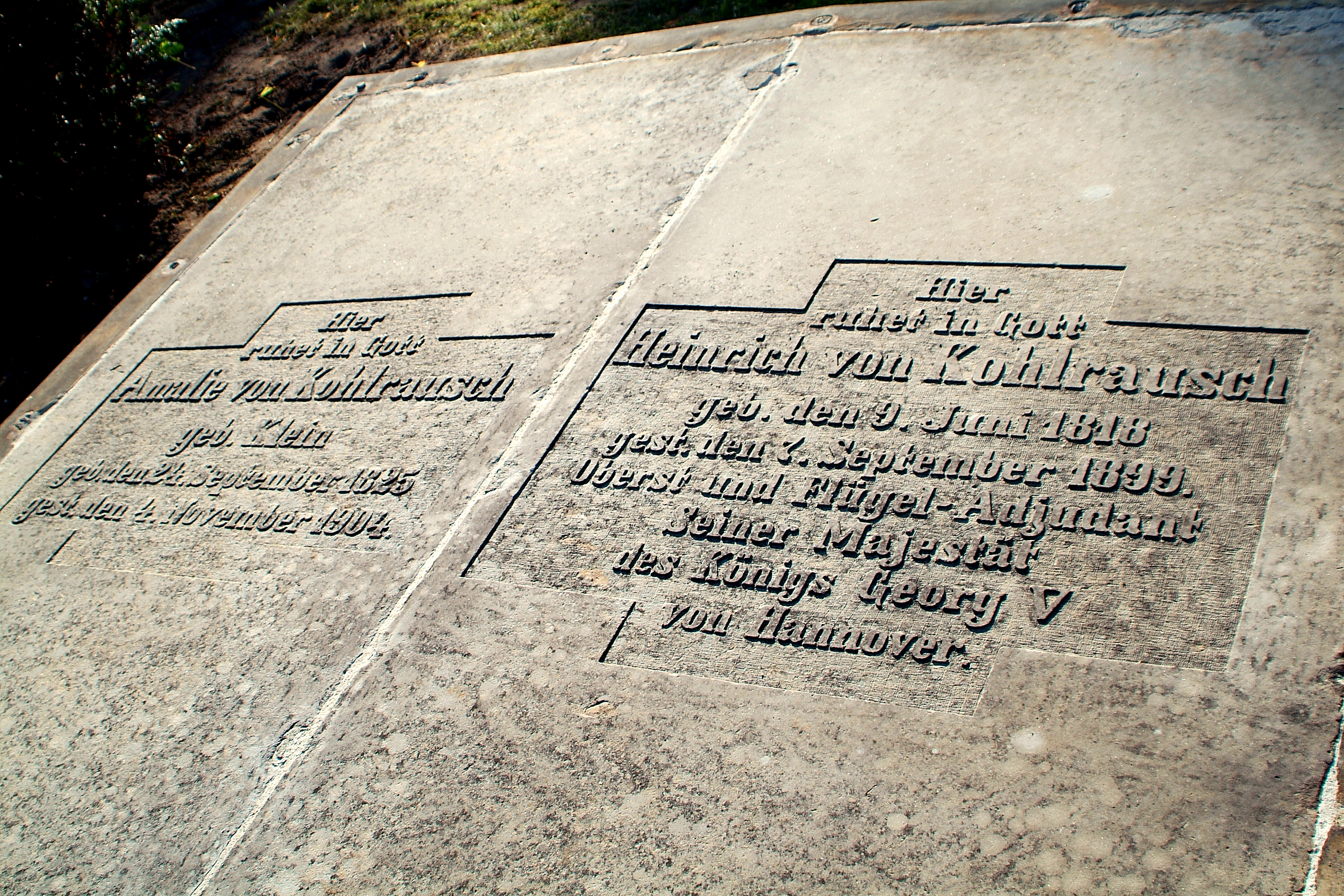
Grabplatten der von Kohlrausch auf dem Herrenhäuser Friedhof

Carl Heinrich Kohlrausch, seit 1856: von Kohlrausch (* 9. Juni 1818; † 7. September 1899) war ein Flügeladjutant Georgs V., des letzten Königs von Hannover, seit 1865 mit dem Rang eines Oberstleutnants bzw. zuletzt Oberst der hannoverschen Armee.

## Leben
Kohlrausch war das einzige Kind des zuletzt in Berlin wirkenden Arztes Heinrich Kohlrausch (1780–1826) und seiner Ehefrau Henriette Kohlrausch geb. Eichmann (1785–1842). Der Vater war einige Zeit Arzt der späteren Königin Friederike von Hannover. Die Mutter war eine so enge Vertraute der Königin, dass König Ernst August später die Errichtung des Grabmals für die Freundin seiner Ehefrau übernahm.
Über Kohlrauschs Jugend und Ausbildung ist aber noch wenig berichtet. Seine militärische Laufbahn in der hannoverschen Armee begann mit der Aufnahme als Capitain (Hauptmann) etwa Ende 1851, im gleichen Jahr wird er nach dem Thronwechsel von Ernst August I. zu Georg V. mit der Vierten Klasse des Guelphen-Ordens ausgezeichnet. Zwei Jahre darauf ist er zur Kavallerie übergetreten und demnach „Rittmeister“. Schon im Hof- und Staatshandbuch von 1854 erscheint er als (rang-)jüngster Flügeladjutant von König Georg V.
Seit 1855 ist er Ritter des Guelphen-Ordens und auch Träger des preußischen Roten-Adler-Ordens dritter Klasse, seit 1856 führt er den Namen mit dem Adelsprädikat „von“. 1859 ist er Major und 1865 Oberstleutnant. Dass er – wohl noch 1866 – zum Oberst befördert wurde, ist durch sein Grabdenkmal auf dem Herrenhäuser Friedhof belegt.
Den 1851 und 1855 erhaltenen Auszeichnungen folgten noch:
- 1858: Badischer Orden vom Zähringer Löwen 3. Klasse
- 1858: Oldenburgischer Haus- und Verdienstorden 3. Klasse
- 1862: Braunschweigscher Orden Heinrichs des Löwen 3. Klasse
- 1864: Niederländischer Orden der Eichenkrone 2. Klasse

Auch nach der Annexion Hannovers und dem Thronverlust König Georgs scheint Kohlrausch der welfischen Familie weiter eng verbunden gewesen zu sein, wie seine nachgelassenen Papiere nahelegen (siehe unten).
Auf dem Herrenhäuser Friedhof finden sich zwei große Grabplatten für Heinrich sowie Amalie von Kohlrausch, geborene Klein (1825–1904).

## Nachlass
Aus der Zeit ab 1877 existiert ein Nachlass im Hauptstaatsarchiv Hannover. Er enthält die „Geschäftliche Korrespondenz um Pfandbriefe der Stockholmer Hypotheken-Versicherungs A.G. von 1887 aus dem Privat-Fonds des Prinzen Ernst August, Verwaltung des Privat-Fonds, Privatkorrespondenz (u. a. mit Friederike, Prinzessin von Hannover).“